# Det hemliga vapnet (TV-film)
Det hemliga vapnet (franska: L'Affaire Tournesol) är en belgisk-fransk tecknad TV-film från 1964. Filmen bygger på seriealbumet om Tintin, Det hemliga vapnet.

## Handling
Professor Kalkyl har precis utvecklat ett nytt vapen, 'Stumma Sara', som förstör glasföremål. Om 'Stumma Sara' skulle vidareutvecklas för att förstöra andra material än glas, kan den bli ett särskilt farligt vapen. Förutom professor Kalkyl, är det endast professor Bretzel i Syldavien som vet hur man använder detta vapen. 
Tintin, Milou, Kapten Haddock och professor Kalkyl åker sedan till professor Bretzel för att varna honom, men får veta att han kidnappats av Borduriska agenter. Även  professor Kalkyl kidnappas. De återstående personerna i sällskapet fångas därefter av hemliga agenter. Tintin transporteras i en ambulans varifrån han flyr och hittar Dupondtarna på vägen. De stjäl befrielsebeställningen av professor Kalkyl undertecknad av överste Brütel, polischefen.
De dyker upp på Darkau-fästningen, förklädda till agenter för den hemliga polisen, men avslöjas. Dupondtarna lyckas bekämpa två soldater och klär ut sig till soldater. Tintin möter kapten Haddock, professor Kalkyl och professor Bretzel i fängelset. De lyckas fly via en mini-modell av den nya uppfinningen. Dupondtarna och Milou flyr i en stridsvagn, medan Tintin, kapten Haddock, professor Kalkyl och professor Bretzel flyr i en helikopter. De kommer hem till Moulinsart och professor Kalkyl har denna gång uppfunnit ett sprängämne som får 'Stumma Sara' att framstå som harmlös.

## Rollista (i urval)
Filmen gavs på med den svenska dubbningen DVD 2007.
| Roll             | Originalröst     | Svensk röst      |
| Tintin           | Georges Poujouly | Mats Qviström    |
| Kapten Haddock   | Jean Clarieux    | Kenneth Milldoff |
| Professor Kalkyl | Fernand Fabre    | Dan Bratt        |
| Dupont           | Jacques Marin    | Håkan Mohede     |
| Dupond           | Jacques Marin    | Håkan Mohede     |